# Stampedo na praznovanju noči čarovnic v Seulu
V noči na 29. oktober 2022 je med praznovanjem noči čarovnic v okrožju Itaewon, Seul, Južna Koreja, prišlo do stampeda. Umrlo je najmanj 156 ljudi, še najmanj 172 pa jih je bilo ranjenih.
To je najbolj smrtonosna nesreča v Južni Koreji po potopu MV Sewol leta 2014, ko je umrlo 306 ljudi. To je tudi največji dogodek z množičnimi žrtvami v Seulu po padcu veleblagovnice Sampoong leta 1995, v katerem sta umrla 502 človeka in je bilo ranjenih 937 ljudi.

## Ozadje
Okrožje Itaewon, ki se nahaja v osrednjem delu Seula, je priljubljena lokacija za srečanja, saj so tam nočni klubi in bari. Dogodka za noč čarovnic v okrožju Itevon se je udeležilo približno 100.000 ljudi. To je bil najbolj obiskan festival noči čarovnic na tem območju od začetka pandemije COVID-19. To je bil tudi prvi takšen dogodek od začetka pandemije, ki ni zahteval nošenja maske.
Geografsko gledano so za to območje značilne zelo ozke ulice in uličice brez izhodov v sili. Ulica, na kateri je prišlo do trčenja, je povezana z Itevon-ro, glavno ulico v okrožju; uličica se od Itaewon-ro spušča navzgor in se na koncu združi z drugo ulico.  Zaradi tega so se ljudje na ozkem delu ulice stisnili in potisnili navzdol. Ljudje na vrhu pobočja so padali na tiste pod njim. Vozni pas je dolg le približno 45 m (150 ft) in 3,2 m (10 ft)širok, kar je oviralo reševalne službe, ki so poskušale zapeljati na ulico.

### Pritiski in učinek domin
V času incidenta, se je del ljudi, ki so bili n vrhu ulice poskušal premkaniti k dnu ulice, ker je bila na vrhu neizmerna gneča. Ljudje na zadnjih mestih so začeli potiskati ljudi pred njimi in kričati: "Pojdite dol! Potiskajte!". In tako se je zgodil incident, saj so ljudje začeli padati na dno ulice kot domine. Očividci so priznali, da so nekateri ljudje namerno začeli potiskati ljudi okoli sebe. Policija je zatrdila, da bo pregledala posnetke iz nadzornih kamer za preveritev teh trditev.
Keith Steele, gostujoči profesor na univerzi Suffolk in strokovnjak za varnost v gneči, je ovrgel teorijo o katastrofi v intervjuju z novičarskim podjetjem Yonhap. Dejal je: "V tem primeru se gre za vprašanje upravljanja tovrtnih gneč, ter ali je posameznik kos tovrstnim gnečam. Ozke in polzke ulice so tudi lahko dejavnik, apmak ne morejo biti vzrok za tovrstno nesrečo."
Tragedija se je zgodila zato, ker je bila prepuščena takšni gostoti, da je bila že smrtno nevarna. Že z majhnimi premiki ljudi, ki želijo pobegniti iz gneče, se lahko zgodijo najrazličnejše poškodbe. Potisna sila ni narejena le s strani posameznika. V tem okolju se aktivirajo različne moči, zato je napačno kriviti množico. 

Prostor bi lahko bil urejen varneje. Vzrok za nesrečo je neuspeh pri zagotovitvi varnega okolja

## Dogodki

### Množični stampedo
Priče so povedale, da so bile ulice, vključno z ozko uličico v bližini hotela Hamilton, polne obiskovalcev zabave in da je bilo reševalcem in reševalnim vozilom skoraj nemogoče priti do žrtev v uličici.
Pred gnečo je imela policija težave z obvladovanjem festivalske množice. Eden od udeležencev je poročal, da je bila "gneča vsaj desetkrat večja kot običajno".
Do gneče je prišlo ob 22.15 po lokalnem času (KST) na ulici v bližini prvega izhoda postaje Itevon in hotela Hamilton. Lokalni mediji so navedli, da so se ljudje zgrnili v bar zaradi govoric, da naj bi bil tam prisoten neznani zvezdnik, ali da so se v klubih razdeljevali bonboni z drogami.
Ulica, na kateri se je zgodil stampedo, je bila povezana z glavno ulico v okrožju Itevon-ro, pri čemer se je vozni pas nagibal navzgor in se na koncu združil z drugo ulico, zaradi česar so se ljudje gnetli in potiskali po ozkem odseku voznega pasu. Ljudje na vrhu pobočja so padali na tiste pod njim. Vozni pas je dolg le približno 45 m in širok 4 m, kar je reševalnim službam onemogočalo vstop na ulico. Uradniki za nujne primere so povedali, da so vsaj 81 klicev opravili ljudje, ki so imeli težave z dihanjem.

### Prvo posredovanje in ukrepanje v izrednih razmerah
Po klicu gasilcev ob 22:15 so bila na kraj takoj napotena štiri reševalna vozila. Zaradi velike množice ljudi so imela reševalna vozila težave z dostopom do prizorišča. Videoposnetki v družbenih medijih kažejo, da je bilo več sto ljudi tako tesno stisnjenih in prepletenih, da prvi posredovalci niso mogli izvleči posameznikov, kar je zavleklo izvajanje nujne prve pomoči in oživljanja oziroma reanimacijo.
Ko so naredili prostor in izvlekli ljudi, se je pojavilo več deset nezavestnih žrtev. Reševalci, policisti, mimoidoči in preživeli so pri teh žrtvah izvajali CPR. Fotografije in videoposnetki na družbenih omrežjih so prikazovali prizore zmede, ko so udeleženci festivala, oblečeni v kostume, poskušali oživljati poškodovane.
Dodatnih 83 reševalnih vozil je na kraj prispelo šele ob 23:45. Telefonski in internetni sprejem sta bila v okrožju zaradi številnih poskusov komunikacije začasno prenasičena in nefunkcionalna.
Ker oživljanje z umetnim dihanjem ni bilo uspešno, so zdravstveni delavci in policisti na koncu trupla položili na ulice in jih pokrili z odejami in oblačili, saj se je pokazal smrtonosni obseg dogodka. Nekatera trupla so odpeljali z reševalnimi vozili.
Gasilci iz Jongsana so sporočili, da se lahko število smrtnih žrtev poveča, saj so v bolnišnice po mestu prepeljali še več poškodovanih. Veliko žrtev so prepeljali v univerzitetno bolnišnico Soončunhjang v bližini Itevona. Na mobilne telefone v okrožju Jongsan je bilo poslano sporočilo v sili, v katerem so bili ljudje pozvani, naj se zaradi "nesreče v bližini hotela Hamilton v Itevonu takoj vrnejo domov. Nacionalna gasilska agencija je sporočila, da je bilo na kraj nesreče napotenih 848 reševalcev, od tega 346 gasilcev iz vse države. Enote vojaške policije iz sil Združenih držav Amerike v Koreji, ki so na območju izvajale rutinsko patruljo skupaj s policisti iz Nacionalne policijske agencije, so pomagale pri prvi pomoči in vzdrževanju javnega reda na kraju nesreče.
Tudi ko je policija zaprla prizorišče, so bari še naprej obratovali. Številni posamezniki so, ne da bi se zavedali trenutne krize, še naprej praznovali.

## Žrtve
| Nacionalnost            | Žrtve | Sklic         |
| ----------------------- | ----- | ------------- |
| Južna Koreja            | 130   | [ 25 ] [ 17 ] |
| Iran                    | 5     | [ 26 ] [ 17 ] |
| Kitajska                | 4     | [ 27 ] [ 17 ] |
| Rusija                  | 4     | [ 28 ] [ 17 ] |
| Japonska                | 2     | [ 29 ]        |
| Združene države Amerike | 2     | [ 30 ] [ 17 ] |
| Avstralija              | 1     | [ 31 ]        |
| Avstrija                | 1     | [ 32 ]        |
| Francija                | 1     | [ 33 ]        |
| Kazahstan               | 1     | [ 34 ]        |
| Norveška                | 1     | [ 35 ]        |
| Šrilanka                | 1     | [ 36 ]        |
| Tajska                  | 1     | [ 37 ]        |
| Uzbekistan              | 1     | [ 38 ]        |
| Vietnam                 | 1     | [ 39 ]        |
| Total                   | 156   |               |

Nacionalna policijska agencija je sporočila, da je umrlo najmanj 156 ljudi, pričakuje pa se še več smrtnih žrtev. Od tega je umrlo 97 žensk in 56 moških. Štiri žrtve so bili najstniki, 95 ljudi je bilo starih dvajset let, 32 ljudi trideset let, devet štirideset let, 13 pa jih še ni bilo identificiranih. Med mrtvimi je bilo 26 tujcev.
Vsaj 152 ljudi je bilo ranjenih, od tega jih je 30 v kritičnem stanju. Po podatkih Nacionalne gasilske agencije in Ministrstva za notranje zadeve in varnost je bilo poškodovanih skoraj 100 ljudi, 50 pa jih je prejelo zdravniško pomoč zaradi srčnega zastoja.

### Identifikacija žrtev
Naslednji dan (31.10.2022) je bilo vloženih dodatnih 4 024 prijav za pogrešane osebe. Policija je sporočila, da bo identificirala žrtve in posredovala informacije družinskim članom. Začela se bo tudi preiskava, da bi ugotovila, ali so bari in klubi upoštevali varnostne predpise.
Do 30. oktobra popoldne je bilo identificiranih približno 90 odstotkov žrtev. Preostalih 10 odstotkov (12 trupel) je pripadalo južnokorejskim najstnikom ali tujim državljanom.  Uradniki so povedali, da je bilo umrle sprva težko identificirati zaradi njihovih kostumov za noč čarovnic in ker mnogi niso imeli pri sebi osebnih dokumentov. Uradniki, ki se običajno ukvarjajo z rojstnimi listi ali registracijami stalnih bivališč, so pomagali pri identifikaciji žrtev. Delavci centra so odgovarjali na telefonske klice javnosti glede pogrešanih. Od 30. oktobra od 5.30 ure dalje je center zabeležil vsaj 3 580 ur klicev.

## Preiskava
Oblasti niso takoj sporočile, kaj je povzročilo stampedo, vendar je vodja gasilske službe Jongsan-gu, Čoj Song-bum dejal, da je šlo za "domnevni stampedo" in da je padlo veliko ljudi. Vlada je začela uradno preiskavo in obljubila nove metode za preprečevanje podobnih incidentov.
Policija je sporočila, da je bilo na območju pričakovanih 100.000 obiskovalcev, vendar je bilo prisotnih le 137 policistov, ki so se osredotočili predvsem na kazniva dejanja, povezana z drogami, in ne na nadzor množice. Policija je navedla, da niso imeli načrta za nadzor množic, ker večer ni imel osrednjega organizatorja. Vlada je trdila, da ni bilo mogoče predvideti velike množice, vendar so strokovnjaki za preprečevanje nesreč in urbanistično načrtovanje njeno stališče ovrgli. Poudarili so, da so se oblasti zavedale velike množice zaradi sprostitve pravil COVID-19, a so kljub temu napotile le malo policistov.
V dneh, ki so sledili gneči, je Ministrstvo za notranje zadeve in varnost (Južna Koreja) zaradi vse večjih kritik na račun vodenja dogodka odvetnik Lee Sang-min ponudil uradno opravičilo, načelnik nacionalne policije Joon Hee-kun pa je dejal: "Tik pred incidentom je policija prejela več prijav in znano je bilo, da se je zbrala velika množica ljudi, kar kaže na nujnost nevarnosti. Vendar je bilo upravljanje informacij nezadostno in policija se ni ustrezno odzvala. Joon se je v opravičilo priklonil. 
Čeprav je Seul opremljen s sistemom za spremljanje v realnem času, ki na podlagi podatkov iz mobilnih telefonov predvideva velikost množic, ta po navedbah lokalnih medijev v noči gneče ni bil aktiviran. V Itevonu je bilo za praznovanje noči čarovnic napotenih le 137 policistov, medtem ko se je praznovanja udeležilo 100.000 ljudi, drugih 6.500 policistov pa je bilo mobiliziranih na druge demonstracije v južnokorejski prestolnici, ki se jih je udeležilo 25.000 ljudi. Vendar so se demonstracije končale najpozneje ob 19.00, ta incident pa se je zgodil po 22.00.

## Upodobitev v medijih
Družbeni mediji in spletne strani v Južni Koreji so izdali izjave, v katerih so uporabnike pozvali, naj ne širijo nobenih videoposnetkov ali drugih informacij o nesreči. Široko uporabljena storitev sporočanja KakaoTalk je izdala obvestilo vsem uporabnikom, v katerem jih je pozvala k previdnemu ravnanju z informacijami o nesreči, podobni izjavi pa sta izdala tudi Naver in Twitter. Korejsko združenje za nevropsihiatrijo je v uradni izjavi posebej izpostavilo "grozljive videoposnetke in fotografije" nesreče, ki so se delili brez kakršne koli preverbe in so lahko škodovali drugim. Katastrofa in dogodki, ki so ji sledili, so se prek interneta prenašali tudi v vsaj enem TikTok prenosu v živo.

## Vlada
30. oktobra je Joon Suk-jol v predsedniški palači v svojem nagovoru dejal, da razglaša obdobje državnega žalovanja in tako pokazal svoje občutke o dogodku. Dejal je: "Zelo je tragično, takšna tragedija se ne bi smela zgoditi." Medtem, je Joon Suk-jol s svojo ženo Kim Gun-hee, 31. oktobra obiskal Seulski trg, kjer se nahaja skupen spominski oltar, kamor je položil venec in imel minuto molka. 
Predsednik vlade Han Dok-so pa je določil, da se bo obdobje državnega žalovanja začelo ob 24:00, 5. novembra. Vse javne institucije in diplomatska predstavništva bodo takrat zastala, javni uslužbenci bodo nosili črne trake.
Ob 3:00 uri zjutraj je župan Jongsan-gu, Park Hee-joung, ki ima sodno oblast v Itevonu dejal: "Ves ta čas, ko sem lahko bil blizu prebivalcev Itevona, mi je bil v veselje".

### Politični krogi
Stranka Ljudska moč je odpovedala visokopolitični Svet o Legolandu in se sestala na nujnem sestanku. 30. oktobra so člani stranke Ljudska moč, objavili sporočilo v spomin žrtvam na njihovih SNS profilih. Demokratična stranka pa je imela zjutraj nujen sestanek višjega sveta stranke. Vodja Demokratske stranke, Lee Dže-mjung pa je dejal: "Ne vem katere besede izbrati za družine tistih, ki so tako nenadno izgubili družinske člane in prijatelje. Je neverjetno in uničujoče". K temu je še pripomnil, da je dodajanje tega stavka pomembno. Stranka za pravičnost se je odločila odpovedati vse inavguracijske dogodke, za sprejetje novega vodstva.
Vlada je pravtako poslala uradna pisma, v katerih je uradnike pozvala, da nosijo črne trake. Večina jih nosi črne trake z napisom "Geunjo". Vlada je kasneje poslala še eno pismo, v katerem jih je naprošala, da nosijo le črne trakove brez napisa, za kar pa ni pojasnila zakaj. Ahn Ho-joung, glavni govorec za Demokratično stranko je posledično spraševal "Kdo in na podlagi česa je naročil nošenje črnega traku brez napisa?" Dodal je tudi: "Ni drugačne kontraverznosti kot takšna v imenu žrtve."

### Festivali in dogodki
Dogodki za Noč črovnic so bili odpovedani en za drugim, zaradi spominskega vzdušja na preminule v tragediji.
- Everland in Lotte World sta odpovedala vse programe, ki naj bi potekali med 2. oktobrom in novembrom in bili povezani z Nočjo čarovnic.[70][67][71][72]
- SM Entertainment je odpovedala dogodek "SM Town Wonderland 2022"[70][71][73][74][75]
- Mini koncert pevca Hong Džing-jounga, ki naj bi potekal 30.oktobra od 15:00 ure naprej v "Lotte Premium Outlet Icheon" je bil pravtako odpovedan.[72][76]
- Starbucks se je odločil za prenehanje prodaje izdelkov povezanih z Nočjo čarovnic.[72]
- Vse trgovine z daljšim delovnim časom kot sta CU in GS25, sta pravtako prenehali prodajati izdelke povezane z Nočjo čarovnic.[71]
- E-World je tudi odpovedal vse dogodke za Noč čarovnic.[77]
- Popolnoma je tudi bil odpovedan "2022 Daegu Halloween Festival" s strani občine Degu.[77]
- Iz Instagrama je razvidno, da bo tudi klub, "Club FF" iz okrožja Hongde, pravtako odpovedal zabavo od 30. oktobra do 31. oktobera.[69]
- "Lotte Entertainment" je prav tako na Instagramu, objavil odpoved dogodka na dan 30. oktober.[78]
- Znano je tudi, da je bil odpovedan koncert korejskega popa, "The Busan One Asia Festival", ki naj bi potekal v Busanu od 19:00 ure naprej.[67][70]

### Podjetja
- Google je dodal črn trak pod iskalni niz, enak kot za teroristični napad v Parizu leta 2015.
- Podobno kot Google je naredil tudi YouTube in dodal zapis "Molim za spokojnost žrtev spameda v Itevonu".
- Naver je namesto transparenta, ki ga objavi vsako leto za noč čarovnic, dodal iskalnemu nizu črn trak  추모 게시판.
- Proizvajalca elektronike Samsung in LG sta prav tako odpovedala vse dogodke in izrazila sožalje.[79]

### Mednarodno
- ZDA Predsednik Združenih držav Amerike Joe Biden: V svoji izjavi 29. oktobra dejal "Izražamo naše najglobje sožalje družinam, ki so izgubile bližnje. Žalujemo z Korejci in želimo tistim, ki so bili poškodovani čimprejšnje okrevanje."[80] Svetovalec za nacionalno varnost v Beli Hiši Jake Sullivan pa je na Twitter-ju dejal: "Pripravljeni smo ponuditi kakršno koli pomoč.",[81]Antony Blinken, držvni sekretar ZDA je pravtako na Twiter-ju izrazil globoko sožalje za stampedo v Seulu.[80]
- Kanada Predsednik vlade: ministrica za zunanje zadeve, Melanie Jolie je dejala "Izražamo naše najglobje sožalje in tistim, ki so se poškodovali, čimhitrejše okrevanje. Še naprej smo z Južno Korejo."[82]
- Japonska Predsednik vlade Fumio Kišida: "Na žalost so bila žrtovana dragocena življenja mladih. Počutim se zelo užaloščen."[83]
- Tajvan Lai Čing-der "V imenu Tajvana sem naročil zunanjemu ministrstvu, da izrazi globoko sožalje družinam umrlih, korejski vladi in ljudem Koreje. Tajvan je s Korejo in vsemi njenimi ljudmi."[84][85][86]
- Velika Britanija Rishi Sunak, britanski predsednik vlade: "Izražam svoje najglobje sožalje in tolažbo Korejcem, ki doživljajo zelo boleče trenutke."[82]
- Francija Predsednik Emmanuel Macron: "Francija je na vaši strani."[82]
- Nemčija Olaf Scholz, nemški predsednik vlade: "Vsi smo šokirani ob tragičnem dogodku v Seulu. To je žalosten dan za Korejo, zato izražam svoje najglobje sožalje in tolažbo družinam umrlih. Nemčija je na vaši strani." [87]
- Ukrajina Volodimir Zelenski, predsednik Ukrajine: "Izarzil sem sožalje za dogodek, ki se je zgodil v Seulu, poškodovanim želim čim hitrejše okrevanje."[88]
- Kitajska Ši Džinping, predsednik Ljudske republike Kitajske: "30. oktobra sem svoje sožalno pismo poslal predsedniku Joon Suk-jolu. Dogodek v prestolnici Južne Koreje je povzročil veliko smrtnih žrtev. V imenu vlade in ljudi LRK, izražam globoko sožalje družinam umrlih."[89]
- Avstralija Anthony Albany, predsednik vlade: "Naše globoko sožalje izrekam tistim, ki so močno prizadeti zaradi tragedije."[90]
- Nizozemska Mark Rutte, predsednik vlade: "Zelo sem užaloščen zaradi tragedije v Seulu, zato izražam globoko sožalje Korejskemu narodu in družinam umrlih."[90]
- Evropska Unija Josep Borrell, visok predstavnik za zunanjo in varnostno politiko EU: "Zelo sem užaloščen zradi strašne tragedije v osrednjem Seulu. V teh težkih trenutkih sem z Južno Korejo"[82]
- Italija Giorgia Meloni, predsednica vlade Italije: "Italija bo s Korejci v tej žalosti."[91]
- Vatikan Papež Frančišek: Na koncu molitve na trgu svetega Petra "Molim Gospodu, ki je bil obujen, predvsem za tiste, ki so umrli v Seulu na dan stampeda."[91]
- Združeni narodi Antonio Guterres: "Globoko sem užaloščen, zaradi tragedije v Seulu. Izražam sožalje družinam umrlih in vladi Koreje, ter upam za hitro okrevanje poškodovanih."[92]